# Fineu (pare de Pandíon)
Fineu (en llatí: Fineus, en grec antic: Фινεύς) va ser un rei de Tràcia segons la mitologia grega. Se'l considera fill d'Agènor, el fill de Posidó, o bé de Fènix o del mateix Posidó.

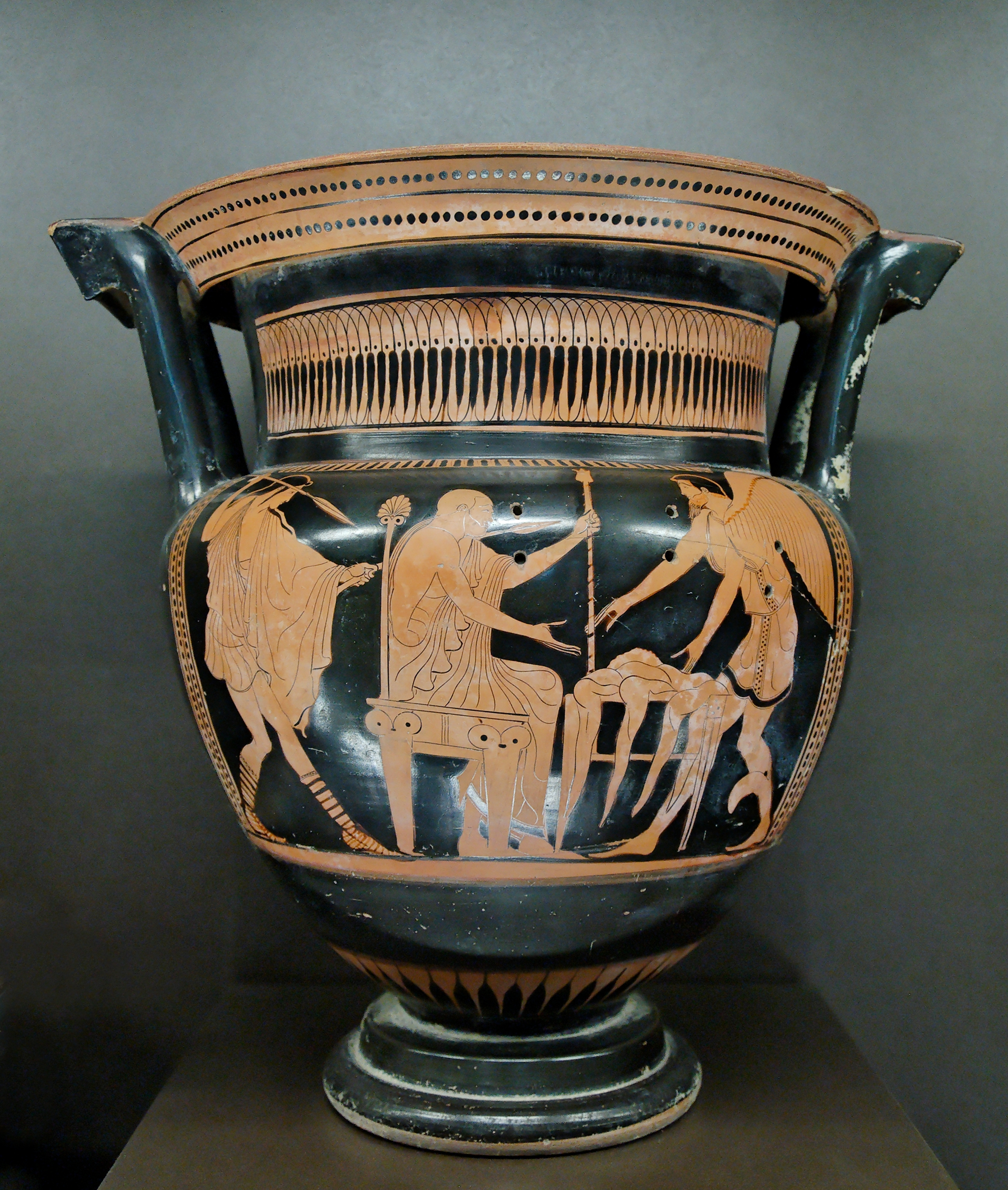
Representació de Fineu i les harpies

La seva llegenda presenta nombroses variants. La més coneguda diu que Fineu tenia dots d'endeví, i va preferir viure molts anys donant a canvi els seus ulls. Va quedar cec, i Hèlios, indignat, li havia enviat les Harpies, uns dimonis alats que el turmentaven contínuament, robant-li els aliments si intentava menjar, o, quan n'hi deixaven, eren putrefactes i feien molta pudor. El seu càstig tenia també una altra explicació: abusant dels seu dots d'endeví, va revelar als homes el destí que els déus els havien reservat, quan sabia que havia de donar explicacions incompletes perquè els homes no perdessin la confiança amb la divinitat. També es deia que havia indicat a Frixos el camí de la Còlquida, i als fills de Frixos la ruta de tornada a Grècia. Una altra versió deia que havia cegat als seus propis fills instigat per Idea, la filla de Dàrdan, la madrastra d'ells, que va acusar-los falsament d'haver-la volgut violar. Fineu la va creure i els va treure els ulls. Quan els argonautes van ser a la cort de Fineu, els fills de Bòreas i germans de Cleòpatra, la seva primera dona, van venjar-se d'ell cegant-lo. Mentrestant Asclepi va tornar la vista als nois, i per això Zeus el va castigar fulminant-lo amb el llamp.

Quan els argonautes van anar cap a la Còlquida van consultar Fineu perquè els indiqués el camí que havien d'agafar. Fineu va dir que els ajudaria, però abans l'havien d'alliberar de les Harpies. Els dos fills de Bòreas, Càlais i Zetes, van perseguir els monstres i els van matar. Segons Apol·loni de Rodes, Iris els va impedir de matar les harpies, però els va assegurar que no tornarien a atacar Fineu.
Fineu els va explicar la ruta que havien de seguir per arribar a la Còlquida, i els va dir que el lloc més perillós era el pas per les Ciànees (les Roques Blaves), uns esculls mòbils que xocaven entre ells. Els va aconsellar que deixessin passar un colom, i si podia passar, que seguissin endavant. Si els esculls es tancaven, els déus no volien que seguissin endavant i caldria abandonar l'empresa. Els va indicar també les principals fites de la seva ruta, i que imploressin l'ajuda d'Afrodita, que tenia a les seves mans el resultat de l'expedició.